# Keizō Komura
Keizō Komura (japansk: 古村 啓蔵) (25. juni 1896 – 7. februar 1978) var viceadmiral i den kejserlige japanske flåde under 2. verdenskrig. 
Komura havde kommandoen over krydseren Chikuma under angrebet på Pearl Harbor den 7. december 1941. Komura var involveret i maritime operationer i det Indiske Ocean med styrker ledet af hangarskibe og deltog i flere søslag, herunder slaget om Midway og slaget ved Santa Cruz-øerne.
Komura var kaptajn på slagskibene Fusō fra december 1942 – juni 1943 og på Musashi fra juni–december 1943.

Komura blev den 1. november 1943 forfremmet til kontreadmiral, og som udnævnt chef for 1. task force deltog Komura i Slaget i det Filippinske hav i juni 1944. I oktober 1944, kort forinden Slaget om Leyte Gulf, overtog Komura kommandoen over 1. hangarskibsdivision. 
Den 6 april 1945 modtog Komura ordre om at angribe den amerikanske invasionsstyrke på Okinawa. Den lette krydser Yahagi var beordret til at ledsage slagskibet Yamato fra Tokushima på dets selvmordsmission mod den amerikanske flåde. Den 7. april 1945, kl. 12.20 blev Yamato's flåde angrebet af den amerikanske Task Force 58 med 386 fly (180 jagerfly, 75 dykbombere og 131 torpedo-bombefly). Kl. 12:46 ramte en torpedo Yahagi direkte i maskinrummet, hvilket dræbte samtlige besætningsmedlemmer i maskinrummet og bragte skibet til standsning. 'Yahagi blev herefter ramt af i hvert fald yderligere seks torpedoer og 12 bomber i de følgende luftangreb. Yahagi kæntrede og sank kl. 14:05 og tog 445 besætningsmedlemmer med i dybet. Komura var blandt de overlevende, der blev reddet af den ledsagende destroyer Yukikaze.
I maj 1945 blev Komura udstationeret i Tokyobugten som befalingshavende officer i Yokosuka Naval District indtil den 30. november 1945.